# John H.G. Vehslage
John Herman George Vehslage (ur. 20 grudnia 1842 w Nowym Jorku, zm. 21 lipca 1904 w Nowym Jorku) – amerykański polityk, członek Partii Demokratycznej.

## Działalność polityczna
Od 1894 do 1896 zasiadał w New York State Assembly. W okresie od 4 marca 1897 do 3 marca 1899 przez jedną kadencję był przedstawicielem 7. okręgu wyborczego w stanie Nowy Jork w Izbie Reprezentantów Stanów Zjednoczonych.